# Type 8 SNCB
 (septembre 2017).
La Type 8 des chemins de fer belges (SNCB) est une locomotive à vapeur pour trains express de disposition Ten wheel (disposition d'essieux 230) compound De Glehn mise en service de 1905 à 1907. Ces locomotives sont directement inspirées des 230 PO 4001 à 4084 lesquelles étaient au moment de leur construction les ten wheel les plus puissantes de France.
Une version améliorée, dotée de surchauffe, sera mise en service de 1921 à 1924 : le type 7.

## Origines

### Locomotives pour trains lourds en service à l’État Belge
Au début du XXe siècle, les Chemins de fer de l'État belge ne possèdent qu’une seule série moderne de locomotives pour trains de voyageurs à 3 essieux couplés : le type 35, une ten-wheel à cylindres intérieurs pour services mixtes (voyageurs ou marchandises) dérivée des 030 type 32.
À cette époque sur les lignes accidentées, d’anciennes locomotives du type 6 (construites à partir de 1887) et du type 16 (construites à partir de 1897) assurent tant bien que mal le service des express. Ces deux séries de Mogul ont un grand nombre de défauts, en particulier leur chaudière (plusieurs seront reconstruites avec un foyer moderne, plus efficient, et classées dans les types 6bis et 16bis). Ces locomotives anciennes dont la conception remontait aux années 1880, possèdent des roues de 1,70 m de diamètre, aptes aux fortes rampes mais n’offrant pas une vitesse de pointe importante.
Certains trains rapides et internationaux sont même remorqués par des 030 type 32 et 32S, faute de mieux ou des doubles tractions de types 17 et 18, plus à l’aise dans les plaines.
Quant au type 35, il en existe deux variantes (sans compter les exemplaires de chaque variante équipés de surchauffe),
- Un modèle à roues de 1,60 m destiné aux messageries (marchandises), aux omnibus lourds et aux express sur fortes rampes.
- Un modèle à roues de 1,70 m, destiné aux trains de voyageurs sur lignes difficiles.

Les machines de la seconde sous-série ont une vitesse maximale de 90 km/h, souvent moindre avec des charges lourdes et un relief même modéré. De surcroît, elles sont assez lourdes et n’offrent pas d'amélioration suffisante par rapport aux performances du type 32 dont elles sont directement issues. Cet ascendance est directement responsable des piètres performances de ce modèle : les longerons du type 35 empêchant d’y disposer des cylindres de plus grand diamètre que ceux du type 32, limitant d’emblée la puissance maximale de ces locomotives dont les dernières seront déjà radiées dans les années 1920.
Il fallait donc commander une machine plus moderne et aux roues plus grandes qui pourrait, si possible, également suivre l’augmentation du tonnage des trains sur les lignes au profil plus facile, où la vitesse est plus importante.

### Premières locomotives compound des chemins de fer de l’État Belge
Face à l’augmentation du poids et de la vitesse des trains, et alors que de nombreuses innovations apparaissent à l’étranger, il est décidé en 1904 de passer commande de locomotives pour trains de voyageurs adoptant le système compound de Glehn.
Jusqu'ici, l’État belge n’avait pas fait le choix du compoundage, au contraire de son rival, la Compagnie du Nord - Belge. C'est toutefois à des réseaux français que seront empruntés des locomotives à titre d’essai :
- la 220 n°1760 des Chemins de fer du Midi réalise plusieurs parcours après l’exposition universelle de 1897 mais l’État belge fera le choix d’un modèle écossais donnant naissance au type 17 ;
- en 1903, l’Atlantic n°2660 de la Compagnie du Nord est essayée sur de nombreuses lignes principales belges et réalise de meilleures performances que le matériel belge existant, même sur la ligne du Luxembourg ;
- en 1904, une ten wheel construite par la SACM pour la concession chinoise de la ligne de Pékin à Hankou (en) est à son tour mise à l'épreuve sur le réseau belge mais donne des résultats plus décevants ; cette série dérivée des 230 Nord 3.078 à 3.354 et Nord - Belge 321 à 362 est de conception plus ancienne que les Atlantic Nord[2].

### Les locomotives série 3000 et 4000 du Paris-Orléans
En 1903, la Compagnie du Chemin de fer de Paris à Orléans a mis au point une locomotive très puissante destinée aux trains express lourds à arrêts fréquents. Il s'agit d'une évolution (avec trois roues motrices) des 221 PO 3001 à 3014 : version améliorée des fameuses Atlantic Nord. Les deux modèles ont été construits et mis en service en même temps et partagent de nombreux éléments en commun.
Les essais de ces deux séries françaises donnent des résultats fort encourageants : les Atlantic série 3000 pouvaient remorquer des trains directs de près de 300 tonnes entre Paris et Bordeaux (avec relai à Saint-Pierre-des-Corps) à plus de 90 km/h tandis que les 230 série 4000 en tête de trains Paris - Tours et Tours - Angoulême soutenaient une vitesse de 75 à 80 km/h malgré de nombreux arrêts.
Jusqu’à l’arrivée des locomotives de disposition Pacific des séries 4500 et 3500 construites à partir de 1907 et 1909, elles seront les locomotives pour trains de voyageurs les plus puissantes de la compagnie. En plus des locomotives type 8 construites pour la Belgique, elles inspireront la compagnie, française, des Chemins de fer de l’État qui commandera 83 machines de la série 801 à 883, construites de 1908 à 1912.
En tout, 84 machines de la série 4000 ont été livrées au Paris-Orléans de 1903 à 1908 ; celles construites à partir de 1907 possèdent des tiroirs de distribution cylindriques au lieu des tiroirs plans et trois de la série seront ultérieurement modifiées avec un surchauffeur. Toutefois, toutes les locomotives commandées par les chemins de fer de l’État et l’État belge ont reçu des tiroirs plans, plus simples mais moins efficaces et source de problèmes en cas d’installation d’un surchauffeur.

### Mise au point
Après réflexion, les ingénieurs du service Traction et Matériel dirigé par Jean-Baptiste Flamme choisissent de s’inspirer fortement des séries 3000 et 4000 du P.O., créant de la même manière deux séries partageant un maximum d’éléments en commun.
- Le Type 6 : une Atlantic pour trains rapides, capable de rouler jusqu’à 120 km/h.
- Le Type 8 : une Ten Wheel pour trains de voyageurs, limitée à 100 km/h.

Le premier modèle est destiné aux lignes de plaine afin de proposer une alternative plus puissante aux 220 type 17, 18 et 18S, des machines à cylindres intérieurs et à faible surface de grille. Il ne sera construit qu'à quelques exemplaires ; plusieurs études comparatives concluant que les conditions du réseau belge nécessitent surtout des locomotives à trois essieux couplés.
En plus des locomotives compound De Glehn à la française, que la direction des Chemins de fer de l’État belge a choisi de commander à la place d'une tranche de locomotives type 32, deux prototypes dont les quatre cylindres attaquent le premier essieu moteur (système qui a fait ses preuves en Allemagne) sont commandés à Cockerill : les ten-wheel type 19.

### La construction des locomotives type 8
La construction des machines de la série est confiée à plusieurs constructeurs, comme il était généralement d’usage à l’époque. Une première tranche de 37 machines est commandée en 1904 au prix de 117 450 francs par locomotive (sans le tender).
- La Société Métallurgique de Tubize produisit 10 exemplaires : 3313 à 3325 ;
- La Société Métallurgique de Couillet, quatre : 3326 à 3330 ;
- La Société de Saint-Léonard, quatre : 3331 à 3334 ;
- Les Forges Usines et Fonderies de Haine-Saint-Pierre, six : 3335 à 3340 ;
- La Société Franco-Belge (usine de la Croyère), dix : 3341-3350 ;
- Les Ateliers de construction de La Meuse en livreront quatre : 3351-3354.

Afin de compléter les machines existantes, qui avaient fait leur preuve de leurs capacités, un marché est passé en 1906 pour 20 autres au prix de 123 000 francs par locomotive (sans le tender).
- La Société Métallurgique de Tubize produit 5 exemplaires supplémentaires : 3355 à 3359 ;
- La Société Métallurgique de Couillet, cinq : 3360 à 3364 ;
- La Société Franco-Belge (la Croyère) en construisit cinq : 3365-3369.

Pour évaluer les performances de la surchauffe appliquée à de telles locomotives, on équipera la 3327 d’un surchauffeur Schmidt. La chaudière à surchauffeur a été fabriquée en 1913 par la Société de Tubize en même temps qu'une chaudière de réserve ordinaire mais il n'est pas certain que la transformation de la 3327 ait eu lieu avant guerre. En 1928, la même firme construira à nouveau deux chaudières de rechange, sans surchauffe.

## Caractéristiques

### Chaudière
Ces locomotives sont très proches des Atlantic type 6 dont elles partagent la même chaudière à foyer Belpaire rentrant, timbrée à 16 kg/cm2 et pourvue d’une plus grande surface de chauffe que les locomotives du Paris-Orléans dont elles sont inspirées, malgré un diamètre moindre. En revanche, la plupart des type 8 compteront dès l’origine 232 tubes lisses de diamètre réduit au lieu des 135 tubes "Serve" à ailettes des type 6, inspirés de la pratique française. Cette augmentation du nombre de tubes sera par la suite réalisée sur toutes les type 8 et les type 6, les tubes "Serve" n'ayant pas donné de résultats concluants, notamment à cause de leur propension à s'encrasser.[réf. nécessaire]. Une paire de soupapes Wilson, remplacées par deux soupapes Coale dans les années 1920, est disposée au sommet du foyer.
Elles ne sont pas équipées de la surchauffe et possèdent des tiroirs plans. Selon l'ingénieur autrichien Steffan, auteur d'une série d'articles consacrés aux locomotives en Belgique occupée durant la Première guerre, leur chaudière est mal proportionnée avec des tubes trop courts et une boîte à fumée trop longue ; en résulte une mauvaise répartition des masses sur le bogie avant.

### Cylindres
Le groupe des quatre cylindres est également commun aux deux séries mais, en raison du diamètre différent des roues, ceux des ten wheel sont positionnés légèrement plus hauts. Les quatre cylindres étroits ont une disposition décalée dite "De Glehn" où les deux cylindres à basse pression sont intérieurs, légèrement inclinés, ils se trouvent sous la boîte à fumée et actionnent le premier essieu moteur tandis que les cylindres extérieurs, à haute pression, sont disposés en arrière de ces derniers juste devant le premier essieu moteur et attaquent le deuxième essieu moteur.

### Roues
Le bogie est un modèle belge, développé par Jean-Baptiste Flamme, qui est muni d’un système de rappel et de sabots de frein. Les roues motrices ont un diamètre de 1 800 mm tandis que les roues du bogies ont un diamètre réduit : 900 mm.

### Performances
La vitesse maximum de ces locomotives est de 100 km/h. L'effort de traction est de 7 380 kg.

### Autres caractéristiques
Les sablières sont disposées sur le tablier. Comme toutes les locomotives neuves construites depuis le type 35, la conduite se fait à gauche.

## Tenders
Pour accompagner ces locomotives, on construit 57 tenders Type 17 à trois essieux de 20 m3, tous commandés à la Brugeoise en 1904 (7 944 francs) et en 1906 (11 593 francs). Il est en effet fréquent que les tenders des locomotives belges soient construits par d’autres firmes.
Les locomotives type 8 conserveront de tels tenders durant toute leur carrière ; des échanges avec d’autres séries munis de tels tenders ont pu avoir lieu. Durant l’entre-deux-guerres, leur capacité en charbon est accrue grâce à l’installation de rehausses.

## Carrière

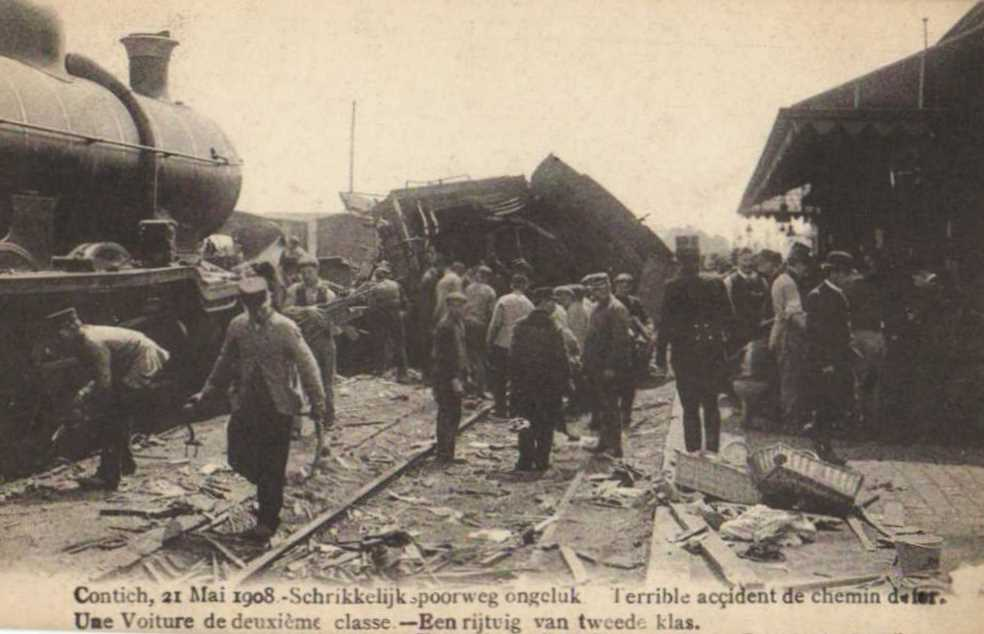
Une Type 8 fut impliquée dans la catastrophe ferroviaire de Kontich

### Avant 1914
Ces locomotives sont utilisées sur de nombreuses lignes du réseau aux profils divers allant de celle, sans relief, entre Bruxelles et Anvers, à la ligne du Luxembourg aux rampes de 16 ‰, qui impose quotidiennement l’emploi des type 8 en double traction sur les trains lourds, en passant par la ligne Bruxelles - Mons - Quévy qui comporte également des sections en rampe. Ont les voit sur des trains express, les trains-blocs entre Bruxelles et Anvers, quelques trains internationaux et des omnibus. À l’origine, elles sont attribuées aux dépôts de Bruxelles-Midi, Bruxelles-Nord (puis Schaerbeek) et Arlon. Les locomotives de la deuxième tranche ont quant à elles Anvers-Berchem et Tournai comme dépôt d'attache.
Elles évincent les types 6 et 16 des meilleurs trains de la ligne du Luxembourg reprennent une partie des services des types 12, 15, 17, 18, 32, 32S et 35 lesquelles sont déplacées sur d’autres services en remplacement de matériel plus ancien avant de disparaître au terme d’une longue carrière (sauf les type 35, radiées dès les années 1920).
En même temps que les type 8, d’autres modèles de locomotives pour voyageurs à 3 essieux moteurs ont été étudiés, possédant en commun une chaudière plus courte de diamètre plus important, à foyer Crampton avec ou sans surchauffeur : les quatre prototypes de 1905 qui engendreront les séries suivantes :
- Le type 9, à quatre cylindres simple expansion et roues de 1,90 m pour les trains de voyageurs les plus rapides qui fut surtout utilisée sur des lignes de plaine ou modérément accidentées ;
- Le type 19bis, à quatre cylindres compound et roues de 1,80 m expérimentant un surchauffeur Cockerill disposé dans la boîte à fumée recevant la vapeur entre la sortie des cylindres haute pression et son admission dans les cylindres basse pression. Elles sont destinées aux trains très lourds.

Les locomotives type 19bis auraient pu concurrencer les type 8 sur certains de leurs services mais, en pratique, le système complexe du surchauffeur dans la boîte à fumée posera des problèmes insolvables et de fréquentes réparations. Il arrivait fréquemment que ce surchauffeur, par ailleurs bien moins efficace que les surchauffeurs disposés entre les tubes de la chaudière, soit inutilisé voire démonté, faisant grimper la consommation en charbon, déjà élevée pour une compound. Elles auront de fait une carrière courte et il faudra attendre après-guerre pour voir apparaître des machines de même catégorie que la type 8 mais plus puissantes et économes grâce à l’emploi d’un surchauffeur disposé de façon plus classique entre les tubes, la type 8bis, future type 7. Lors de leurs essais, les prototypes des types 9 et 19bis donnèrent des résultats décevants sur les rampes sévères de la ligne du Luxembourg ; on construira donc davantage de type 8.
L’arrivée des locomotives type 10 permet, à partir de 1910, d’écarter les type 8 des trains express les plus importants sur la ligne du Luxembourg. Plusieurs déménagent à Verviers afin d'assurer les services entre Bruxelles-Nord, Liège et la frontière allemande, en concurrence avec les type 9 et certaines type 10 de la seconde sous-série. Elles y assureront donc surtout les trains semi-directs. Dans les années 1910, les type 8 sont également employées sur le trajet d'Anvers à Lille ainsi que sur les lignes vers Termonde, Ostende ou Charleroi.

#### Première guerre mondiale
La moitié de la série est évacuée en France où les type 8 seront soit utilisées pour des trains de troupes ou de matériels en direction du front soit employées dans le sud de la France pour pallier la pénurie de locomotive causée par la guerre. La 3351 est lourdement endommagée par un accident entre Tours et Bordeaux.
L'occupant allemand immatricule 17 type 8, quelques 19bis et les type 19 de Cockerill, toutes regroupées dans la série S06. 10 locomotives utilisées par Allemands (3329 ; 3336-3338 ; 3342-3343 ; 3345 ; 3353 ; 3358-3359) sont détruites ou perdues durant la Première Guerre mondiale et trois autres (3321 ; 3333 ; 3347) n’étaient pas encore rentrées en 1921 ; ces trois dernières réapparaissent ensuite à l’inventaire de 1926. Les Allemands ont aussi démoli les premières locomotives type 8bis à surchauffe, en cours de construction chez Cockerill.

### Entre-deux-guerres
Les réparations de guerre imposées à l'Allemagne et l'achat de locomotives (neuves ou surplus militaire) construites en Amérique ou en Angleterre ont pour conséquence l'arrivée de plusieurs grandes séries ten wheel, de puissance parfois moindre mais plus simples d'utilisation. Il s'avère en effet que les économies en combustible et en eau de ces locomotives sont contrebalancées par des frais d'entretien trop élevés par rapport à des locomotives à simple expansion de puissance semblable.
Après la guerre, celles en bon état sont pour la plupart redéployées sur la Ligne du Luxembourg où leur capacité de bonnes grimpeuses était la bienvenue. Réparties entre les dépôts d'Arlon, Jemelle et Namur puis Ronet, elles assurent les trains semi-directs y compris sur la ligne Namur-Charleroi. À la fin des années 1920, elles assurent encore certains trains lourds en double traction sur la ligne du Luxembourg tandis que celles de Jemelle servent également vers Liège par la ligne de l'Ourthe.
En 1923, plusieurs type 8, souvent sorties de réparation, arrivent à Tournai pour être utilisées sur des express vers Namur, Mons, Courtrai et même Liège grâce à un accord avec le Nord - Belge. Les type 8 tournaisiennes règnent sans concurrentes jusque 1937.

### Fin de carrière
L'arrivée des type 7, finalement livrées 1922 à 1924 leur retire certains services d'autant que des omnibus et semi-directs lourds sont fréquemment confiés aux type 38 d'origine américaine. Conséquence du manque d'utilisation, quatre locomotives choisies car elles avaient besoin de réparations importantes (numéros 3319, 3346, 3363 et 3367) sont radiées entre 1927 et 1928.
Les autres sont renumérotées 800 à 849 en 1931 par la SNCB.
En 1930, quatre type 8 quittent la remise Jemelle pour Anvers-Sud afin de circuler vers Termonde et Gand. Peu appréciées, elles sont rapidement remplacées par des type 9 et mutées à Courtrai, dépôt qui entretient régulièrement les type 8 de Tournai. Elles sont remplacées par des type 7 en 1935. À ce moment, quelques-unes arpentent encore la ligne du Luxembourg, réapparaissant même à Arlon (remise de Stockem) et circulant aussi vers Virton et Bertrix. L'arrivée de type 7 à Jemelle évince les type 8 des roulements vers Liège et Namur.
Chassées de Courtrai et Tournai, les type 8 font leur apparition à Tamines en 1936 ainsi qu'à Saint-Nicolas l'année suivante où elles sont chargées des trains de Gand - Anvers-rive-Gauche ainsi que Termonde. Celles de Jemelle et Tamines sont utilisées sur la ligne 150 vers Dinant ainsi que plusieurs trains vers Namur, Charleroi et Mons. Plusieurs sont mutées à Aerschot en 1938, circulant notamment vers Anvers et Hasselt. Six autres machines sont radiées en 1939 et 1940 (816, 821, 824, 827, 831 et 839).
Durant la Seconde Guerre mondiale, elles changent fréquemment d'affectation et doivent pallier la pénurie de locomotives aggravée par le renvoi en Allemagne d'une bonne part des locomotives de fabrication allemande. Entre 1940 et 1942, les type sont regroupés dans la région de Liège et de Charleroi tandis que cinq autres sont retirées du service (801, 806, 809, 812 et 834). Toutes retournent finalement à Jemelle, Tamines et Stockem, assurant des trains de voyageurs locaux. Un nombre croissant de locomotives ne sont plus aptes au service à la suite réparations différées, de sabotages ou de bombardements, notamment le celui de la remise de Tamines en 1944.
Ces 29 machines sont toutes renumérotées en 1946 avec numéros à 5 chiffres (9.001 à 9.049) mais les quelques-unes en état de rouler progressivement parquées avant la fin de 1948, à la suite de l’arrivée des 300 type 29 et formellement radiées en 1949. La 8.007 aura droit à un court sursis en tant que générateur de vapeur. Aucune locomotive type 6 ou 8 n'a échappé à la démolition, pas plus que leurs grandes sœurs du Paris-Orléans, les 221 série 3000 et 230 série 4000. En revanche une type 7 modernisée, la 7.039, est préservée par la SNCB ; ces locomotives sont les seules compound belges restées en service jusqu'aux années 1950-1960.
Les type 6, qui connurent une carrière fort différente ont été radiées au plus tard en 1947 mais ces dernières n'étaient, en pratique, plus utilisées depuis quelques années.

## Machines particulières
La 3327 (Couillet, 1905) future 827, a été reconstruite avec une chaudière à surchauffeur Schmidt, fabriquée en 1913, en vue de préparer la construction du type 7. Aucune autre type 8 ne sera transformée de la sorte et la 827 sera radiée en 1939 après quelques années sans utilisation. Bien qu’elle préfigure le type 7, dans la configuration d’après-guerre que nous connaissons, ce dernier s’en distingue par le type de surchauffeur qu’il emploie ; le diamètre plus important de sa chaudière ainsi que d’autres aspects comme la forme du dôme, de la cheminée et du tablier.